# عزیزپور
عزیزپور (به انگلیسی: Azizpur) یک منطقهٔ مسکونی در هند است که در Agra district واقع شده‌است.

## خصوصیات
عزیزپور  ۱۰٬۰۰۸ نفر جمعیت دارد.